# 葉夫根諾夫角
69°0′S 156°36′E / 69.000°S 156.600°E
葉夫根諾夫角是南極洲的海岬，位於奧次地，處於克里洛夫半島東北部，是勞里岑灣的西部入口，以俄羅斯的水文學家命名，現時由南極條約體系管理。